# 영국의 국방장관
영국의 국방장관(Secretary of State for Defence)은 영국 정부의 국무장관으로 국방부를 총괄한다. 현직 총리는 영국 내각의 일원이다.
국방장관 직위는 1964년 4월 1일에 국방장관(Minister of Defence), 해군장관, 육군장관, 항공장관 등의 직위를 대체하여 창설되었다. 군대가 폐지되고 그 기능이 국방부로 이관되었다. 2019년에는 페니 모돈트(Penny Mordaunt)가 영국 최초의 여성 국방장관이 되었다.
국무장관은 국방장관팀의 다른 장관들과 국방부 상임비서관의 지원을 받는다. 해당 예비장관은 국방예비국무장관이며, 국무장관도 국방특별위원회의 조사를 받는다.
현 국방장관은 2024년 영국 총선에 이어 2024년 7월 5일 임명된 존 힐리(John Healey)이다.